# McArthur (Schiff, 1965)
Die McArthur (Kennung: S 330) ist ein ehemaliges Forschungsschiff der US-amerikanischen National Oceanic and Atmospheric Administration (NOAA).

## Geschichte
Das Schiff wurde 1965 auf der Werft Norfolk Shipbuilding and Drydock (NORSHIPCO) in Norfolk, Virginia, gebaut. Die Kiellegung erfolgte am 15. Juli, der Stapellauf am 15. November 1965. Das Schiff war von Dezember 1966 bis Mai 2003 im Pazifik entlang der US-Westküste im Einsatz. Zunächst wurde es für hydrographische Forschungen eingesetzt, später im Bereich der Erforschung der Meeressäuger.
Das Schiff war nach William Pope McArthur, einem US-amerikanischen Marineoffizier und Hydrographen benannt.
Die NOAA stellte das Schiff am 20. Mai 2003 außer Dienst. 2006 wurde es von Stabbert MaritimeE Yacht & Ship (Blackwater Worldwide) erworben und, nachdem es zum Schul- und Einsatzschiff umgebaut worden war, im September 2007 in Dienst gestellt. Die Besatzung bestand aus 45 Mitgliedern, davon 35 bewaffnete Sicherheitskräfte. An Bord befanden sich zwei Hughes OH-6-Hubschrauber und es wurden drei RHIB-Festrumpfschlauchboote mitgeführt. Blackwater Worldwide beschrieb die McArthur 2008 als Mehrzweckschiff für militärische Operationen, Ausbildung, Friedenssicherung und stabilisierende Operationen, das weltweit eingesetzt werden kann. Ab 2008 wurde das Schiff als Begleitschiff zum Schutz gegen Angriffe von Piraten vor der Küste Somalias bereitgehalten und angeboten und war dafür im Golf von Aden stationiert. Allerdings war es mit einer Höchstgeschwindigkeit
von 12,0 kn (22 km/h) zu langsam, um mit modernen Handelsschiffen mitzuhalten und kam daher nie zum Einsatz. 
Anfang 2010 wurde das Schiff von dem mittlerweile als Xe Services firmierenden Unternehmen zum Verkauf angeboten und im Juni 2010 vom neuen Eigner Afloat Leasing Limited in Eaton umbenannt. Später an das in den Vereinigten Arabischen Emiraten ansässige Unternehmen Danat al Earat Commercial/Infinity Services FZE verkauft, welches das Schiff als Maandeeq unter der Flagge der Komoren einsetzt.